# 冰草属
鵝觀草属（学名：Agropyron）是禾本科下的一个属，为多年生草本植物。该属共有约15种，大部分布于欧亚大陆的高草原上。

## 下属物种
- 冰草 Agropyron cristatum
- 沙生冰草 Agropyron desertorum
- 根茎冰草 Agropyron michnoi
- 沙芦草 Agropyron mongolicum
- 西伯利亚冰草 Agropyron sibiricum